# Enrique Crespo Aparicio
Miguel Matías Enrique Crespo Aparicio (Aiora, València, 23 de febrer de 1853-1887) va ser un jurista i periodista valencià. Va cursar els seus estudis de Dret a la Universitat de València en la qual es va llicenciar en 1876. Va exercir l'advocacia al seu poble natal i a la ciutat de València, on es va col·legiar a l'Il·lustre Col·legi d'Advocats de València (ICAV). En l'any 1870 es va traslladar a Madrid on va ser redactor del periòdic El Correo i catedràtic auxiliar de la Facultat de Dret a la Universitat Central d'Espanya (actual Universitat Complutense de Madrid). Posteriorment va ser Jutge de Ponteareas i d'Ocaña. Entre les seues obres destaca l'Exposición sumaria del Derecho penal español según los principios de la filosofía y los proyectos presentados a las Cortes para su reforma, treball referencial en la història del Dret a Espanya. Era cosí d'Evaristo Crespo Azorín, polític i catedràtic.